# Kanton La Mothe-Achard
La Mothe-Achard is een voormalig kanton van het departement Vendée in Frankrijk. Het kanton maakte deel uit van het arrondissement Sables-d'Olonne. Het werd opgeheven bij decreet van 17 februari 2014 met uitwerking op 22 maart 2015.

## Gemeenten
Het kanton La Mothe-Achard omvatte de volgende gemeenten:
- Beaulieu-sous-la-Roche
- La Chapelle-Achard
- La Chapelle-Hermier
- Le Girouard
- Landeronde
- Martinet
- La Mothe-Achard (hoofdplaats)
- Nieul-le-Dolent
- Sainte-Flaive-des-Loups
- Saint-Georges-de-Pointindoux
- Saint-Julien-des-Landes
- Saint-Mathurin